# Matthias Quad
Matthias Quad ↓1 (Deventer, 1557. − Eppingen, 29. listopada 1613.), nizozemsko-njemački graver, kartograf i historijski geograf koji je djelovao u Nizozemskoj koncem 16. odnosno početkom 17. stoljeća.

## Životopis
Rođen je u nizozemskom gradu Deventeru, a svoju kartografsku karijeru započinje u Kölnu, utočištu brojnim protestantskim kartografima iz Nizozemske poput C. van de Passea, S. van den Neuvela i F. Hogenberga s kojima je Quad usko surađivao. Jedan od glavnih suradnika bio je i graver J. Bussemacher uz čiju je pomoć 1592. godine izdao atlas Evropae Totivs Orbis Terrarvm (...). Osam godina kasnije izdao je drugo kapitalno djelo, atlas svijeta pod nazivom Geographisch Handtbuch. U Quadovim radovima primjetan je utjecaj G. Mercatora, A. Orteliusa i G. de Jodea, no od prethodnika i suvremenika razlikuje se specifičnim likovnim stilom. Godine 1609. objavio zajedno s Bussemacherom objavio je i Teutscher Nation Herrlichkeit  (...), opsežnu knjigu o njemačkim umjetnicima.

## Opus
- Die Jahr Blum welch da begreiff ũd in sich helt fast alle Iahren dieser Welt (1595.)
- Evropae Totivs Orbis Terrarvm Partis Praestantissimae, Vniversalis Et Particvlaris Descriptio: Aere potes paruo Regiones visere multas Quas Liber hic tenuis, spectator candide, monstrat (1596.)
- Compendivm Vniversi complectens Geographicarvm Ennarrationvm Libros Sex, Ex Qvibus Totivs Terrarum orbis situs vniuersaliter ac particulariter, regionum & aquatum qualitates (1600.)
- Deliciae Germaniae sive totius Germaniae itinerarium / complectens indicem verum omnium viarum, per quas commodissime ex urbibus, oppidis, castris tam superioris quam inferioris Germaniae singulis ad eorum singula iter institui possit  (1600.)
- Geographisch Handtbuch (1600.)
- Teutscher Nation Herligkeit ein aussfuhrliche Beschreibung des gegenwertigen, alten, und uhralten Standts Germaniae (1609.)